# Saalmuellerana illota
Saalmuellerana illota är en fjärilsart som beskrevs av Pierre E.L. Viette 1973. Saalmuellerana illota ingår i släktet Saalmuellerana och familjen nattflyn. Inga underarter finns listade.